# Liwā' Qaşabat az Zarqā'
Liwā' Qaşabat az Zarqā' (arabiska: لواء قصبة الزرقاء) är ett departement i Jordanien.   Det ligger i guvernementet Zarqa, i den nordöstra delen av landet, 60 km öster om huvudstaden Amman.